# Unterholzen (Mitterfels)
Unterholzen (auch Hinterholzen) war ein amtlicher Ortsteil von Mitterfels im niederbayerischen Landkreis Straubing-Bogen. Heute ist es eine Ortslage im Norden des Orts und westlich der Staatsstraße 2140, grob markiert durch die Unterholzener Straße.

## Geschichte
Unterholzen findet schon früh urkundliche Erwähnung. Im Urbar von 1555 ist für den Ort 1 Hof verzeichnet. Die letztmalige Erwähnung in den amtlichen Ortsverzeichnissen für Bayern erfolgte mit den Volkszählungsdaten von 1961 für den Gebietsstand 1. Oktober 1964.

### Einwohnerentwicklung
Ein sehr starker Einwohneranstieg ist in der Zeit zwischen 1950 und 1961 zu verzeichnen. Hier wuchs die Einwohnerzahl von 17 auf 41. Die Zahl an Wohngebäuden wurde in diesem Zeitraum von zwei auf zehn erhöht.
| Jahr      | 1838 | 1860 | 1864 | 1871 | 1885 | 1900 | 1925 | 1950 | 1961 |
| --------- | ---- | ---- | ---- | ---- | ---- | ---- | ---- | ---- | ---- |
| Einwohner | 11   | 12   | 12   | 13   | 14   | 11   | 11   | 17   | 41   |